# 鈴木秀夫
鈴木 秀夫（すずき ひでお、1932年12月19日 - 2011年2月11日）は、日本の地理学者。東京大学名誉教授。日本地理学会名誉会員。

## 経歴
- 1932年、神奈川県横浜市生まれ。
- 中学生の頃から聖公会の教会に通い、洗礼を受ける[1]。
- 1955年、東京大学理学部地学科地理学専攻卒業。在学中は矢澤大二の下で総観気候学を学ぶ[1]。
- 大学院に進み、ドイツ留学を経験する[1]。その後、東京都立大学 (1949-2011)理学部地理学教室助手となる[1]。
- 1963年、「Klassifikation der Klimaten in der Gegenwart und der letzten Eiszeit von Japan」により東京大学より理学博士を授与される。
- エチオピアに赴き、ハイレ・セラシエ1世大学で3年間教育にあたる。この間にエチオピア標準語（アムハラ語）を学び、帰国後1969年に『エチオピア標準語辞典』、『高地民族の国エチオピア』を上梓する[1]。
- 1993年、東京大学理学部教授退官。清泉女子大学に移る（後に副学長）[1]。
- 2008年、日本地理学会名誉会員。
- 清泉女子大学教授。
- 東京大学名誉教授。
- 2011年2月11日、膵臓がんのため[3]横浜市西区の病院で死去。78歳没[2]。

## 研究内容
気候学が専門であり、前線帯で気候を区分する考えを示した。特に氷河期以降の気候の変動についての研究をすすめた。研究対象は気候学にとどまらず、周氷河地形研究やアフリカ地誌研究、風土論、宗教学、言語学など幅広い分野で多くの業績を残した。気候などの自然環境とそれに関連した人間生活や文明の変化についても多くの論考を著し、地理学を基礎とした文明論を展開した。一般向けの著作も多い。

## 著作
- 『高地民族の国エチオピア』古今書院、1969年、153頁。
- 『エチオピア標準語辞典』日本字研社、1969年、110頁。
- 『エチオピア標準語入門』アジスアベバ社、1974年、76頁。
- 『風土の構造』大明堂、1975年、161頁。ISBN 4470600032
- 『超越者と風土』大明堂、1976年、168頁。ISBN 4470200123
- 『氷河期の気候』古今書院、1977年、178頁。
- 『氷河時代』講談社、1979年、189頁。ISBN 4061158147
- 『森林の思考・砂漠の思考』NHKブックス、1980年、222頁。ISBN 4140013125
- 『気候の変化が言葉をかえた－言語年代学によるアプローチ』NHKブックス、1990年、216頁。ISBN 4140016078
- 『気候変化と人間－1万年の歴史』大明堂、2000年、474頁。ISBN 4470600202

## 受賞歴
- 1982年 風土研究賞